# Aš
Aš (tjekkisk udtale: [aʃ] ; tysk: Asch) er en by i Cheb-distriktet i regionen Karlovy Vary i Tjekkiet, med omkring 13.000 indbyggere.

## Inddeling
Landsbyerne Dolní Paseky, Doubrava, Horní Paseky, Kopaniny, Mokřiny, Nebesa, Nový Žďár og Vernéřov er administrative dele af Aš.

## Geografi
Aš ligger omkring 19 km nordvest for Cheb, på grænsen til Tyskland. Med nabokommunerne Hranice, Krásná, Podhradí og Hazlov ligger den i det vestligste område af Tjekkiet kendt som Aš Panhandle. Dette område er et panhandle omgivet af tysk territorium i øst, nord og vest. Det ligger i den historiske region Egerland .
Aš ligger i Fichtel-bjergene. Det højeste punkt i Aš og hele den tjekkiske del af Fichtel-bjergene er Háj, der er 758 moh. Det øvre løb af floden Weiße Elster løber kort efter dens udspring tværs over den centrale del af det kommunale område uden for selve byen.

## Historie

### 11.-18. århundrede
Byen Aš, der tidligere var ubeboede bakker og sumpe, blev grundlagt i begyndelsen af det 11. århundrede af tyske kolonister  der stammede fra den bayerske marchen i Nordgau under den tyske kolonisering i middelalderen. Indtil videre kendes tidligere slaviske bosættelser i området ikke.
De første registrerede herskere var Vogt ministeriales fra Weida i Thüringen, som gav hele Vogtland-regionen sit navn. I 1281 modtog de officielt godserne som et rigsumiddelbart len fra kong Rudolf 1. af Tyskland. Kejser Ludvig 4. ophøjede dem til Prinser af Det Hellige Romerske Rige i 1329. Ikke desto mindre solgte de to år senere Aš-land til kong Johan af Bøhmen, som siden 1322 også holdt det tilstødende Egerland i syd. Sammen med naboerne Selb og Elster blev Aš overført til Friherren i Neuberg (Podhradí). Da Konrad von Neuburg i 1394 døde uden en mandlig arving, i kraft af Hedwig von Neuburgs ægteskab med Konrad von Zedtwitz, overgik Aš til det adelige Hus Zedtwitz.
I 1557 blev Aš-regionen indlemmet i den bøhmiske krones lande af Habsburg-kongen Ferdinand 1. Ligesom nabolandet Egerland forblev det protestantisk indtil 30-årskrigen, da modreformationen ikke strakte sig til de vestbøhmiske grænseområder. I freden i Westfalen i 1648 blev borgernes protestantiske ligestilling bekræftet. I 1774 formidlede kejserinde Maria Theresa officielt Aš som en del af det bøhmiske kronland inden for det habsburgske monarki, mod den forsinkende modstand fra Zedtwitz-adelsfamilien. Ikke desto mindre gav hun sine protestantiske borgere religionsfrihed, bekræftet i 1781 i patentet for tolerance, udstedt af hendes søn kejser Joseph 2.

### 19.-20. århundrede
Fra 1806 tilhørte Aš sammen med Bøhmen det østrigske imperium og det cisleitanske Østrig efter kompromiset i 1867. Indtil 1918 forblev byen en del af Østrig-Ungarn, leder af Asch-distriktet, en af de 94 Bezirkshauptmannschaften i Bøhmen. Aš var forbundet med Eger (Cheb)-Hof jernbanelinjen i 1864, med en forgrening til Saxon Adorf åbnet i 1885. Den fik status som en by i 1872, da befolkningen voksede på grund af en blomstrende tekstilindustri. I 1910 var befolkningen steget til 21.880, fra 9.405 i 1869.
Efter opløsningen af det østrig-ungarske monarki i slutningen af 1. verdenskrig greb et soldaterråd magten og afviste separatisternes krav fra Eger om annektering til de bayerske lande i den tyske Weimar-republik og foretrak at forblive i republikken Tysk-Østrig, hvilket dog hurtigt blev nægtet af fredskonferencen i Paris i 1919. Under forhandlingerne om Saint-Germain-en-Laye-traktaten havde amerikanerne, ligesom Allen Welsh Dulles, undladt at overtale andre magter til at gøre i det mindste de bøhmiske halvøer i Tyskland, såsom Aš Land eller Rumburk i Šluknov-krogen, til lovlige dele af Weimar Tyskland. Således blev området en del af den nyetablerede stat Tjekkoslovakiet, og fik sit nuværende tjekkiske navn Den 18. november 1920 væltede den tjekkiske milits monumentet af kejser Joseph 2. mod lokal protest, hvorved tre borgere blev skudt. En tjekkoslovakisk folketælling fra 1921 talte 183 etniske tjekker, ud af en befolkning på 40.000 i distriktet, en folketælling fra 1930 520 tjekkere, i en befolkning på 45.000 i distriktet.
Under ledelse af Konrad Henlein overtog det sudetertyske parti i 1937 kontrollen med Aš. Henlein, der i flere år havde arbejdet i byen som gymnastiklærer, gik åbent ind for Nazitysklands annektering af Sudeterområderne, mens tjekkiske indbyggere, hovedsagelig embedsmænd, blev tvunget til at forlade byen. Den 22. september 1938, et par dage før Münchenaftalen, udråbte et sudetertysk frikorps "Fristaten Asch". Efter den tyske annektering Sudeterlandet i oktober ankom tyske Wehrmachttropper tropper uden modstand. I 1939 talte en tysk folketælling en befolkning på 23.130 i byen, næsten 100% tyske lutheranere. Fra 1938 til 1945 blev Aš (Asch) administreret som en del af Reichsgau Sudetenland.
Ved slutningen af Anden Verdenskrig blev byen besat af den amerikanske hær den 20. april 1945. Tjekkiske embedsmænd arresterede 64 mænd den 7. juni og førte dem til Bory-fængslet i Plzeň, hvor halvdelen af dem omkom. På grund af udvisningen af tyskere fra Tjekkoslovakiet i 1946 ved Beneš-dekreterne, blev byens befolkning reduceret til "halvdelen af før-krigens antal indbyggere".  En tysk udvisningshjemmeside oplyser, at 30.327 tyskere blev udvist fra marts til november i 27 tog. I 1949 mødtes 3.000 udviste i det fjerne Rüdesheim am Rhein for at protestere, idet de erklærede, at deres område aldrig blev beboet af tjekker andet end som et lille mindretal.
Befolkningen skrumpede yderligere ind i 1950 på grund af etableringen af jerntæppet og de tjekkoslovakiske grænsebefæstninger under den kolde krig, da hele Aš-distriktet blev inkluderet i grænsezonen, hvilket fik mange mennesker til at flytte ud. På grund af det faldende antal indbyggere forblev nogle huse ubeboede. Der manglede penge til deres renovering, og det var nødvendigt at rive dem ned.

## Seværdigheder
Byens hovedtorv er Goethovo-pladsen opkaldt efter JW Goethe, som ofte besøgte byen. Midt på pladsen ligger mindesmærket for JW Goethe fra 1932, tegnet af Johannes Watzal. Pladsens vartegn er rådhuset. Det blev bygget i 1733 i barokstil, men brændte i 1814. I 1816 blev det genopbygget, efter de oprindelige planer.
Aš-museet blev grundlagt i 1892 og har undertitlen "Etnografi- og tekstilmuseet i Aš". Det har til huse i en bygning på stedet for en tidligere herregård, i dag kaldes det Zámeček ("Lille Slot"). Den vigtigste tekstilkollektion er samlingen af 22.000 par handsker. Museet driver også forskningssamfundet "Stenkors", som vedligeholder et centralt register over disse monumenter. Museet omfatter også haver, der er åbne for offentligheden. I havens hjørnesøjle er Salva Guardia- stenrelieffet indbygget med kejserlige symboler.
Bybrandhuset er en markant bygning fra 1930 tegnet af Emil Rösler. I 2014 blev det rekonstrueret. I dag huser det en del af bymuseet.
Den gode hyrdes evangeliske kirke ligger på stedet for en tidligere kirke fra 1480-1490. Den oprindelige kirke blev genopført i barokstil og kun tårnet blev bevaret.
Saint Nicholas-kirken er en romersk-katolsk kirke bygget i 1867-1871, der erstattede en senbarokkirke fra 1780. Den har et 48 m højt tårn.
Mindesmærket for Martin Luther blev rejst i 1883 og genrejst i 2008. Det er det eneste Luther-monument i landet og i hele det tidligere Østrig-Ungarn. Det var placeret ved siden af den evangeliske kirke, som var et af de vigtigste monumenter i regionen. Kirken nedbrændte i 1960 og mindes i dag af en mur og et trækors.
På Háj er der et eponymt udsigtstårn. Det blev designet af Wilhelm Kreis og bygget i 1902-1903. Tårnet er 35 meter højt.
Gustav Geipel Memorial fra 1924 er dedikeret til denne fabriksejer og protektor for Aš, som sponsorerede børn, fattige og gamle mennesker. Gustav Geipels villa fra 1888 er et arkitektonisk monument.